# 咖啡果小蠹
咖啡果小蠹（學名：Hypothenemus hampei）是一種小型甲蟲，全長不超過2毫米，屬於象鼻蟲科小蠹亞科。本種廣泛分布於全球熱帶地區，整個生命週期裡都以咖啡屬植物的果實為食，因此其分布區域與咖啡的生長地區有很高的重疊性。正模標本是在1867年採集自一批由不明產地被運往法國的咖啡豆中，所以沒有真正的模式產地，加上當時國際咖啡貿易已相當興盛，有助於本種在各大陸之間傳播，導致學界對於咖啡果小蠹在哪些地區是原生種，而在哪些地區則是外來種的問題一直有爭議。不過鑑於本種早在19世紀的非洲就已有多筆採集紀錄，迄今的所有推測都認為，非洲最有可能是本種的原生地之一。